# Passova gazera
Espèce
Passova gazera est une espèce de lépidoptères de la famille des Hesperiidae, de la sous-famille des Pyrginae et de la tribu des Pyrrhopygini.

## Dénomination
Passova gazera a été nommé par William Chapman Hewitson en 1866 sous le nom initial de Pyrrhopyga gazera.

### Nom vernaculaire
Passova gazera se nomme Gazera Firetip en anglais.

## Description
Passova gazera est un papillon au corps trapu bleu noir à extrémité de l'abdomen rouge et tête rouge. Les ailes sont de couleur bleu ardoise très foncé avec aux ailes postérieures une bande submarginale formée de taches ovales bleu clair.
Le revers est semblable.

## Biologie

### Plantes hôtes
La lante hôte de sa chenille est Guarea trichilioides.

## Écologie et distribution
Passova gazera est présent au Brésil.

### Protection
Pas de statut de protection particulier.